# Gare de Daiyūzan
 (février 2025).
Si vous disposez d'ouvrages ou d'articles de référence ou si vous connaissez des sites web de qualité traitant du thème abordé ici, merci de compléter l'article en donnant les références utiles à sa vérifiabilité et en les liant à la section « Notes et références ».
La gare de Daiyūzan (大雄山駅, Daiyūzan-eki) est une gare ferroviaire terminus située à Minamiashigara, dans la préfecture de Kanagawa au Japon. Elle est exploitée par la compagnie Izuhakone Railway.

## Situation ferroviaire
La gare marque la fin de la ligne Daiyūzan.

## Historique
La gare est inaugurée le 15 octobre 1925.

## Service des voyageurs

### Accueil
La gare dispose d'un bâtiment voyageurs ouvert tous les jours, avec des guichets et des automates pour l'achat de titres de transport.

### Dispositions des quais
- Ligne Daiyūzan :
  - voies 1 et 2 : direction Odawara